# Alligator (álbum)
Alligator é o terceiro álbum de estúdio da banda The National, lançado em 12 de Abril de 2005.
| Críticas profissionais                                                      | Críticas profissionais |
| Avaliações da crítica                                                       | Avaliações da crítica  |
| Fonte                                                                       | Avaliação              |
| --------------------------------------------------------------------------- | ---------------------- |
| allmusic                                                                    | [ 2 ]                  |
| Dusted Magazine                                                             | (mixed)                |
| Pitchfork Media                                                             | (7.9/10)               |
| POPnews                                                                     | (9/10)                 |
| Rolling Stone                                                               | [ 6 ]                  |
| Stylus                                                                      | (A-)                   |
| Uncut                                                                       | [ 8 ]                  |
| Esta tabela precisa de ser acompanhada por texto em prosa. Consulte o guia. |                        |

## Faixas
Todas as faixas escritas e compostas por Matt Berninger e Aaron Dessner, exceto onde anotado. 
| N.º | Título                                                              | Duração |  |
| 1.  | "Secret Meeting" (Berninger, A. Dessner, Scott Devendorf)           | 3:44    |  |
| 2.  | "Karen" (Berninger, Bryce Dessner)                                  | 3:59    |  |
| 3.  | "Lit Up"                                                            | 2:55    |  |
| 4.  | "Looking for Astronauts"                                            | 3:23    |  |
| 5.  | "Daughters of the SoHo Riots" (Berninger, B. Dessner, S. Devendorf) | 3:59    |  |
| 6.  | "Baby, We'll Be Fine"                                               | 3:21    |  |
| 7.  | "Friend of Mine"                                                    | 3:25    |  |
| 8.  | "Val Jester" (Berninger, B. Dessner)                                | 3:00    |  |
| 9.  | "All the Wine" (The National)                                       | 3:15    |  |
| 10. | "Abel"                                                              | 3:37    |  |
| 11. | "The Geese of Beverly Road" (Berninger, A. Dessner, S. Devendorf)   | 4:57    |  |
| 12. | "City Middle" (Berninger, B. Dessner)                               | 4:28    |  |
| 13. | "Mr. November"                                                      | 3:57    |  |

| Limited expanded edition bonus disc |                                                |         |  |
| N.º                                 | Título                                         | Duração |  |
| 1.                                  | "The Thrilling of Claire"                      | 4:32    |  |
| 2.                                  | "Driver, Surprise Me"                          | 3:20    |  |
| 3.                                  | "Lit Up" (Remix)                               | 3:00    |  |
| 4.                                  | "Secret Meeting" (Remix)                       | 3:45    |  |
| 5.                                  | "The Geese of Beverly Road" (ao vivo)          | 4:35    |  |
| 6.                                  | "Abel" (Enhanced Video)                        |         |  |
| 7.                                  | "Lit Up" (Enhanced Video)                      |         |  |
| 8.                                  | "Daughters of the SoHo Riots" (Enhanced Video) |         |  |